# ジョアン・パウ・プジョル
ジョアン・パウ・プジョル（カタルーニャ語：Joan Pau Pujol, 1570年6月18日受洗 - 1626年5月17日）は、バルセロナ出身の作曲家・オルガニスト。一般的にフアン・プホルというスペイン語名（Juan Pujol）で知られる。後期ルネサンス音楽から初期バロック音楽への過渡期に活躍し、宗教曲が最もよく知られているが、当時のスペインの作曲家には珍しく、世俗歌曲でも人気を取った。

1593年にバルセロナ大聖堂の楽長の輔佐を務めるが、数ヶ月この任務に就いただけでタラゴナ大聖堂の教会楽長に転出し、1595年にはサラゴサのピラール聖母教会（Nuestra Señora de Pilar）の楽長となって17年間その地位にあった。サラゴサ滞在中の1600年に聖職者となる。1612年にバルセロナに戻って大聖堂の楽長に就任、亡くなるまでその座に坐った。現存する作品の殆どは、このバルセロナ時代に遡る。バルセロナ時代には、オルガン建造の顧問も勤め、カタルーニャの様々なオルガン建造に手を貸した。バルセロナにて他界。

プジョルの雇用条件は、明らかに毎年たくさんの典礼音楽を作り出すことであった。プジョルは当時の作曲家には珍しく、その大半が現存している。プジョルの作品の殆どは、グレゴリオ聖歌を定旋律とした宗教音楽であり、カタルーニャの守護聖人ゲオルギウスに捧げられている。
プジョルは多作な作曲家で、13の循環ミサ曲、8つのマニフィカト、6つのヌンク・ディミッティス、それぞれ12曲のアンティフォナとレスポンソリウム、9つの完成された受難曲のほか、数々のリタニアやエレミアの哀歌、たくさんのセクエンツィアやモテット、イムヌスに加えて74曲もの詩篇唱がある。
現存する世俗音楽には、ロマンセ、レトリージャ、リーラ、ノベナ、トノ、ラ・フォリアのほか、スペイン版のマドリガーレも16曲存在する。さらに宗教的なビリャンシーコも作曲している。プジョルの世俗音楽は、明らかに17世紀初頭のスペインで人気があった。
プジョルの《死者のためのミサ曲》は、ビクトリアのそれとほとんど同時期の作品であるが、情緒的に濃密に曲付けされたビクトリア作品とは対照的に、格式張って謹厳実直に作曲されている。定旋律の用法は保守的で、古めかしくさえあり、たいていの定旋律ミサは1世紀前の作品と言っても通用しそうである。とはいえプジョルのミサ曲や詩篇唱は、同時代のヴェネツィア楽派の影響のもとに、複合唱で作曲されている。しかしながらプジョルの音楽語法は、同時代のイタリアやドイツで急成長をとげつつあった初期バロック音楽のものというより、典型的な後期ルネサンス音楽のそれであった。